# Monotoma seriata
Monotoma seriata es una especie de coleóptero de la familia Monotomidae.

## Distribución geográfica
Habita en el Cáucaso.